# Immortelle perdante
L'Immortelle perdante est une partie d'échecs jouée en 1957 par le maître international polonais Bogdan Śliwa et le grand maître international soviétique David Bronstein.
Elle est appelée ainsi car Bronstein, dans une position complètement perdue, a établi une série de pièges pour tenter de remporter la victoire, mais Śliwa évite habilement chacun des pièges et gagne.

## Partie
Bogdan Sliwa (Blanc) - David Bronstein (Noir)
1.d4 f5 2.g3 g6 3.Fg2 Fg7 4.Cc3 Cf6 5.Fg5 Cc6 6.Dd2 d6 7.h4 e6 8.O-O-O h6 9.Ff4 Fd7 10.e4 fxe4 11.Cxe4 Cd5 12.Ce2 De7 13.c4 Cb6 14.c5 dxc5 15.Fxc7 O-O  16.Fd6 Df7 17.Fxf8 Txf8 18.dxc5 Cd5 19.f4 Td8 20.C2c3 Cdb4 21.Cd6 Df8 22.Cxb7 Cd4 23.Cxd8 Fb5 24.Cxe6 Fd3 25.Fd5 Df5 26.Cxd4+ Dxd5 27.Cc2 Fxc3 28.bxc3 Dxa2 29.cxb4 
1-0